# Sora no Woto
Sora no Woto (ソ・ラ・ノ・ヲ・ト lit. Sonido del cielo?), estilizada como So・Ra・No・Wo・To, es una serie de anime producida por A-1 Pictures y Aniplex, y dirigida por Mamoru Kanbe. Fue transmitida por primera vez en TV Tokyo el 5 de enero de 2010 y es la serie debutante del proyecto Anime no Chikara, un grupo conjunto del departamento de anime de TV Tokyo y Aniplex. De igual manera se realizará una adaptación al manga ilustrada por Yagi Shinba y que será serializado a partir de la edición de enero de 2010 de la revista Dengeki Daioh de ASCII Media Works.
Está ambientada en la localidad española de Cuenca.

## Trama
La trama gira alrededor de una chica llamada Kanata Sorami. Cuando se encontraba completamente sola de pequeña como resultado de una guerra, encontró inspiración en una trompetista con quien se encontró. Luego decide ingresar en el ejército y convertirse en cornetista, esperando aprender bastante ya que es bastante mala en ello. Es asignada a la ciudad de Seize (basada en la ciudad de Cuenca), donde se encuentra bajo el mando de Río Kazumiya, su instructora de clarín quien toca la trompeta, y el resto del escuadrón.

## Personajes
Kanata Sorami (空深彼方 Sorami Kanata?)
Voz por: Hisako Kanemoto
Kanata es una joven despistada y que nunca parece percatarse de la realidad, aunque tiene un sueño: Ser trompetitsta en el ejército. Esta ilusión es debida a que cuando era pequeña, se perdió y fue rescatada por la princesa Illya, comandante en el ejército de Helvetia y una gran trompetista. Según Kanata, la melodía que toco Illya era el sonido del cielo (Sora no oto). Aparte, aunque sea crédula y una despistada, Kanata tiene mucha sensibilidad para captar los sentimientos y un gran oído musical.
Rio Kazumiya (和宮梨旺 Kazumiya Rio?)
Voz por: Yū Kobayashi
Rio está al mando de la fortaleza del tiempo, junto con Phylicia. Es hija del general Kazumiya y hermanastra de la princesa Illya, siempre ha estado escondida en la fortaleza para no ir al frente. Ella es introvertida, seria y estricta aunque siente un sentimiento maternal hacia las tres pequeñas, sobre todo hacia Kanata y cuando se relaja es dulce y pacífica. Al final, acepta su destino y se va de la fortaleza para luchar por Helvetia.
Kureha Suminoya (墨埜谷暮羽 Suminoya Kureha?)
Voz por: Eri Kitamura
Es de la misma edad que Kanata. Es una niña precoz, responsable y obedece a todo lo que le dicen sus superiores (Rio y Phylicia). Aunque en el fondo es una niña. Al principio actúa muy ariscamente con Kanata, para que ésta no piense que en la fortaleza se toman las cosas en broma, pero al final se hacen amigas. Cuando Rio deja la fortaleza Kureha ocupa su lugar como comandante seria.
Noeru Kannagi (寒凪乃絵留 Kannagi Noeru?)
Voz por: Yuki Aoi
Noeru es una joven a quien aparentemente todo le es indiferente. No le importa lo que suceda en la guerra ni nada se eso, sino que se concentra en reparar un antiguo tanque desmontado que se guarda en la fortaleza casi como una pieza de exposición. Se pasa todas las noches trabajando en el tanque hasta la mañana y por eso siempre se queda dormida luego durante el día. En uno de los últimos episodios se revela que es una niña superdotada que cuando tenía solo 5 años su padre la utilizó para matar a muchos soldados romanos controlando un tanque. Por eso los romanos la llaman "Bruja de Helvetia" o "Mienai Shinigami". 
Phylicia Heideman (フィリシア・ハイデマン Firishia Haideman?)
Voz por: Aya Endo
Phylicia es en realidad la que tiene un rango más alto en la fortaleza, aunque se lo toma todo a broma, y eso molesta sobre todo a Rio y Kureha. Phylicia fue soldado y un día durante una peligrosa misión, mataron a todas sus compañeras y a su capitana, de modo que se quedó sola entre tiros y cadáveres durante unas semanas hasta que la escuadra de Illya la rescató. Aunque aparentemente es dulce e inalterablemente tranquila, cuando hay situaciones de peligro sabe imponerse y controlar la situación, su punto débil es que tiene fobia a la sangre desde lo que pasó.
Yumina (ユミナ?)
Voz por: Misato Fukuen
Es una monja que vive en la iglesia de Seize y cuida a niños abandonados y huérfanos (principalmente a Naomi y Seiya). En alguna ocasión es de ayuda al equipo de la fortaleza ya que sabe "romano" (que en realidad es alemán).
Krauss (クラウス Kurausu?)
Voz por: Yukinori Ishizuka
Es el mensajero que comunica "la fortaleza del tiempo" con el cuartel general. Kureha le tiene gran admiración porque cree que es "El lobo solitario", un gran héroe de guerra, aunque una vez descubre que no lo es, le sigue admirando igual.
Naomi (ナオミ?)
Voz por: Mayuno Yasukawa
Es una "vieja" dueña de la tienda de víveres que mantienen la fortaleza de Seize.
Mishio (ミシオ?)
Es una chica huérfana a cargo de Yumina. La primera en ver a Kanata cuando llegó a Seize, hizo buenas migas con ella.
Seiya (セイヤ?)
Es un chico huérfano de guerra (También a cargo de la iglesia) que tiene gran aversión a los soldados, aunque su opinión cambia tras unas cuantas visitas a la fortaleza. 
Shuko (シュコ?)
Es un búho, la mascota de la fortaleza. Durante un tiempo creían que era un fantasma que moraba las aulas abandonadas hasta que Kanata y Kureha lo atraparon.